# К'юзано-ді-Сан-Доменіко
Кьюзано-ді-Сан-Доменіко (італ. Chiusano di San Domenico) — муніципалітет в Італії, у регіоні Кампанія, провінція Авелліно.
Кьюзано-ді-Сан-Доменіко розташовані на відстані близько 230 км на південний схід від Рима, 60 км на схід від Неаполя, 11 км на схід від Авелліно.
Населення — 2309 осіб (2014).
Щорічний фестиваль відбувається 8 травня. Покровитель — святий Архангел Михаїл.

## Демографія
Населення за роками:

Станом на 1 січня 2023 року в муніципалітеті офіційно проживало 12 іноземців з 9 країн, серед них 4 громадяни країн Євросоюзу та 1 громадянин України.

## Уродженці
- Фернандо Де Наполі (*1964) — відомий у минулому італійський футболіст, півзахисник.

## Сусідні муніципалітети
- Кастельветере-суль-Калоре
- Лапіо
- Паролізе
- Сальца-Ірпіна
- Сан-Манго-суль-Калоре
- Вольтурара-Ірпіна